# Himmet Ağanın İzdivacı
Himmet Ağanın İzdivacı (deutsch: Die Heirat des Himmet Aghas) war ein Stummfilm und der dritte Film in der türkischen Filmgeschichte.

## Handlung
Das Drehbuch basiert auf dem Theaterstück Le Mariage forcé (Die Zwangsheirat) von Molière. Der Film handelt von einem Mädchen, das gezwungen wird, einen alten Agha zu heiraten.

## Entstehung
Da im Jahre 1916 die Schauspieler des Filmes in den Wehrdienst eingezogen wurden, konnte Sigmund Weinberg den Film nicht beenden. Fuat Uzkınay drehte die fehlenden Teile des Filmes nach dem Ersten Weltkrieg im Jahre 1918.